# Iddin-Sin

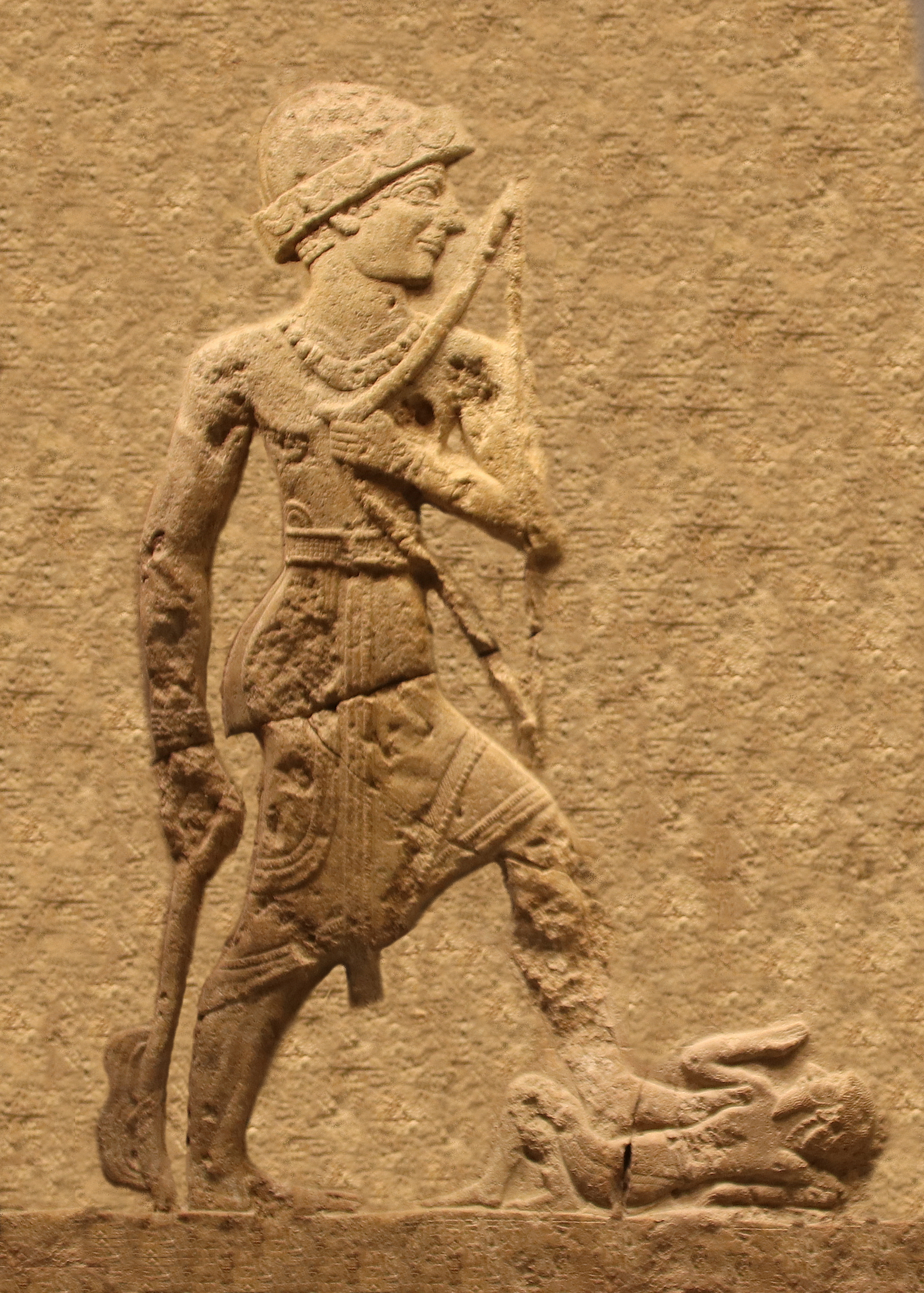
Iddin-Sin, rei de Simurrum, armat amb un arc i una destral, xafigant un enemic, del voltant del 2000 ae (detall extret)

Iddin-Sin (accadi: 𒀭𒄿𒋾𒀭𒂗𒍪, Di-ti-n Sin) fou un rei (𒈗, Šàr, pronunciat Shar) del Regne de Simurrum al voltant del 2000-1900 ae. Simurrum era una ciutat estat important de Mesopotàmia, durant el període de l'Imperi accadi fins a la tercera dinastia d'Ur. El Regne de Simurrum desapareix dels registres després del període de l'Imperi paleobabilònic. Segons una inscripció (l'estela que ara es troba al Museu de Sulaymaniyah), Iddin-Sin sembla haver estat contemporani del rei Anubanini de Lullubi.
Es coneixen alguns governants del Regne Simurrum, com ara Iddin-Sin i el seu fill Zabazuna. Algunes inscripcions suggereixen que eren contemporanis del rei Ishiberra (1953-c. 1920 ae). En les inscripcions, el nom d'Iddin-Sin està escrit 𒀭𒄿𒋾𒀭𒂗𒍪, amb un honorífic silenciós (𒀭, "Diví") abans de la part fonològica del nom, 𒄿𒋾𒀭𒂗𒍪, en què el segon 𒀭 (An) té el valor de «n». La darrera part 𒂗𒍪 era inicialment En-Zu, però es pronuncia Sin, nom del déu de la Lluna.
S'han identificat quatre inscripcions i el relleu del Simurrum a Bitwata, prop de Ranya, al Kurdistan iraquià, prop de la frontera amb Iran, inclòs el gran relleu que es troba ara al Museu de Palestina, i un de Sarpol-e Zahab. Es creu que el disseny del relleu deriva del de l'estela de Naram-Sin, rei de l'Imperi accadi (2254-2218 ae), en què també es veu el rei aixafant els enemics. També es pareix a altres relleus de la zona, com al relleu rocós d'Anubanini. El relleu de Sarpol-e Zahab, que representa un guerrer sense barba amb una destral, aixafant un enemic, i que porta inscrit el nom de «Zaba(zuna), fill de…», pot ser el fill d'Iddin-Sin.
Iddi-Sin també es coneix per una estela, inscrita en accadi, que es conserva al Museu de Silêmanî, a l'Iraq.
Un segell que mostra a Iddin-Sin i el seu fill Zabazuna (accadi: 𒍝𒁀𒍪𒈾, Za-ba-zu-na), també és conegut per la col·lecció Rosen.